# Çebiş, Çeltikçi
Çebiş là một xã thuộc huyện Çeltikçi, tỉnh Burdur, Thổ Nhĩ Kỳ. Dân số thời điểm năm 2010 là 512 người.